# Killing Zoe
Killing Zoe er en film fra 1994, som er skrevet og instrueret af Roger Avary. 

## Handling
Filmen foregår i Paris, hvor en amerikansk mand ved navn Zed, (Eric Stoltz) lige er ankommet for at møde hans franske barndomsven, som han ikke har set i mange år, Eric (Jean-Hugues Anglade).
Zed møder så sin ven Eric, som sammen har planlagt at røve en af Paris' Nationalbanker. Udover Zed og Eric er også et par stykker af Erics venner med til kuppet. Natten før kuppet tager Eric og hans venner Zed ned i Paris' værste slumkvater, hvor de tager så mange stoffer at ikke engang en hval kunne overleve. 
Tidligt om morgen bliver Zed, som lider af de værste tømmermænd, vækket af Eric, hvor de holder lige uden for banken. De tager alle våben med og iføre sig masker og drager ind i banken. Det hele var planlagt og skulle være nemt og professionelt, men ender med at blive til et helvede.